# Інфрачервоний телескоп Сполученого Королівства
Інфрачервоний телескоп Сполученого Королівства (англ. United Kingdom Infra-Red Telescope, UKIRT) — інфрачервоний рефлектор діаметром 3,8 м, другий за величиною спеціалізований інфрачервоний телескоп (в діапазоні від 1 до 30 мікрометрів) у світі. Він розташований на вулкані Мауна-Кеа на Гаваях і входить до складу обсерваторії Мауна-Кеа. До 2014 року ним керував Об'єднаний астрономічний центр у Хіло. Телескоп належав Раді з науково-технічних засобів Великої Британій. Зараз UKIRT фінансується НАСА та працює в межах наукової співпраці між Центром передових технологій Lockheed Martin, Гавайським університетом і Військово-морською обсерваторією США. Телескоп планується вивести з експлуатації після завершення будівництва Тридцятиметрового телескопа в межах комплексного плану управління Мауна-Кеа.

## Конструкція
Як і подібні телескопи на Тенеріфе, це кассегренівський телескоп з головним дзеркалом, приблизно на 2/3 тоншим, ніж в інших сучасних пристроях, вагою лише 6,5 тонн. Дзеркало утримується на масивній сталевій підставці вагою 20 тонн, яка з'єднана з опорами. Точність дзеркала, незважаючи на його дуже малу вагу та товщину, була частково досягнута завдяки розміщенню його на концентричних колах алюмінієвих поршнів, керованих повітряними камерами. Загалом дзеркало підтримують 80 поршнів. Комп'ютерне керування цими пневматичними поршнями дозволяє досягати високих оптичних характеристик.
Телескоп встановлений на англійському екваторіальному монтуванні — на шарикопідшипниках в ярмі на сталевих опорах. Геометрія кріплення обмежує доступні для спостереження об'єкти діапазоном схилень від +60 до −40 градусів. Управління наведенням осі забезпечується двигунами, керованими комп'ютерною системою DEC PDP11/40.

## Історія
Телескоп був побудований між 1975 і 1978 роками. Механічні системи були створені компанією Hadfields Limited з Шеффілда, а оптика — Ґраббом Парсонсом з Ньюкасла. Телескоп почав працювати в жовтні 1979 року і спочатку був відомий як Infrared Flux Collector (колектор інфрачервоного потоку).
Телескоп був побудований одночасно з Телескопом IRTF, будівник якого, Джон Джеффріс з Інституту астрономії, висловлював здивування з приводу будівництва двох подібних інфрачервоних телескопів один поруч з одним.
З 1990 по 1998 рік телескоп був значно модернізований. Якість зображення зросла, і в 2001 році телескоп досягнув середнього інфрачервоного бачення в діапазоні від 0,8 кутової секунди в сутінках до 0,5 кутової секунди рано вранці.
У 2004 році UKIRT розпочав революційну широкомасштабну зйомку неба UKIDSS (UKIRT Infrared Deep Sky Survey). Цей проект займав близько 80 % доступного часу телескопа в широкопольному режимі. Широкопольний режим займав близько 60 % часу телескопа. Решта 40 % були присвячені спостереженням у кассегренівському режимі. У грудні 2008 року було оголошено, що телескоп буде постійно працювати в режимі широкого поля.
З 13 грудня 2010 року UKIRT управляється дистанційно з Хіло в режимі роботи без спостерігачів. Більшість часу використовується UKIDSS, але приблизно 60 ночей на рік використовуються корейськими інститутами.
У 2011 році UKIRT допоміг виявити квазар з рекордно великим червоним зсувом. Квазар було легше виявити в інфрачервоному діапазоні, в якому спостерігав UKIRT, а інші телескопи, такі як VLT, дослідили його в інших діапазонах.
У 2009 році було анонсовано обговорення закриття телескопа, а в 2012 році оголошено, що телескоп буде закритий до кінця 2013 року або переданий іншій організації. 30 жовтня 2014 року право власності на телескоп було передано Гавайському університету, і телескоп продовжив роботу.

## Прилади

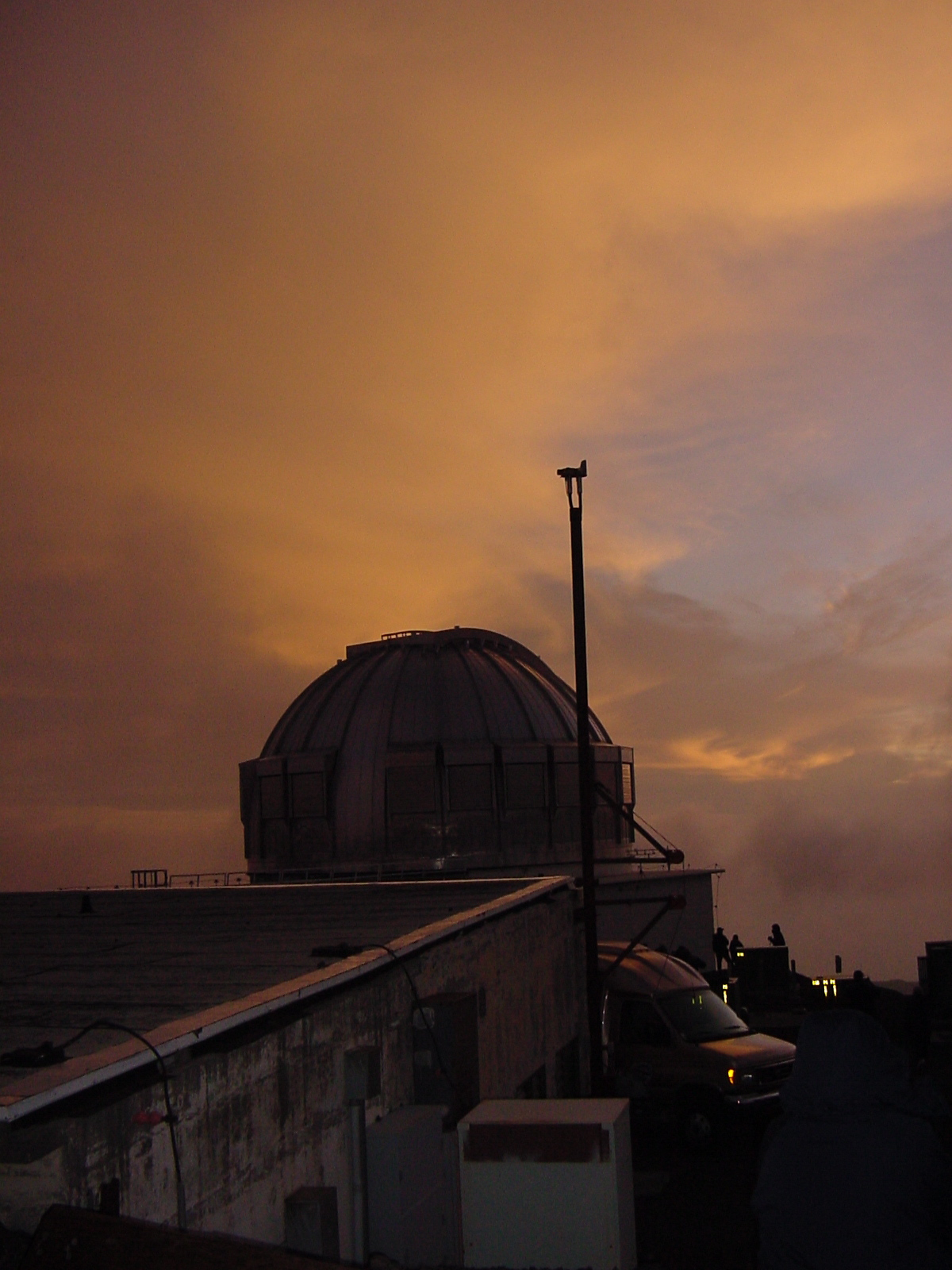
UKIRT на заході сонця

UKIRT має 4 інструменти для розміщення фокусі Кассегрена, 3 з яких можуть бути встановлені на телескопі одночасно, а також ширококутну камеру, розташовану перед фокусом Кассегрена.
- CGS4 — спектрометр із охолоджуваною ґраткою та щілиною довжиною 90 кутових секунд зі спектральною роздільною здатністю приблизно від 1000 до 30 000.
- Мішель — фотокамера/спектрометр середнього інфрачервоного діапазону 320x240 пікселів для довжин хвиль від 10 до 20 мкм.
- UFTI — камера з роздільною здатністю 1024x1024 пікселів для довжин хвиль від 0,8 до 2,5 мкм.
- UIST — фотокамера/спектрометр із роздільною здатністю 1024x1024 пікселів для довжин хвиль від 0,8 до 5 мкм.
- WFCAM (перед Кассергенівським фокусом) — ширококутна камера з чотирма масивами 2048x2048 пікселів, кожен з яких охоплює поле на 13,6x13,6 кутових мінут, що дає сукупне поля зору близько 0,2 квадратних градуса.